# Interkulturelle Philosophie
Der Ausdruck Interkulturelle Philosophie bezeichnet eine eigene Denkrichtung in der Philosophie, welche ausdrücklich verschiedene philosophische Kulturen berücksichtigt (Interkulturalität).
Dabei können drei wichtige Argumentationslinien unterschieden werden:
1. eine vergleichende Absicht, die stark mit Bemühungen um eine interkulturelle Hermeneutik verbunden ist und z. B. nach „kulturellen Überlappungen“ sucht,
2. eine philosophiegeschichtliche Stoßrichtung, die auf die verschiedenen „Geburtsorte“ der Philosophie hinweist,
3. eine Bemühung um eine interkulturelle Transformation der Philosophie.

Methodisch wird dabei versucht, kein Begriffssystem zu privilegieren und partikulare hermeneutische Vorannahmen einzuklammern.
Die Grundlegung einer interkulturellen Philosophie umfasst daher die Diskussion der sich aus einem solchen Ansatz ergebenden praktischen, methodischen, wissenschaftstheoretischen und erkenntnistheoretischen Probleme sowie der zugrundezulegenden Begriffe.

## Ansatz

### Anliegen und erkenntnistheoretische Grundlagen
Entstanden ist die interkulturelle Philosophie Ende der 1980er und Anfang der 1990er Jahre vor allem wegen der Einsicht in die Herausforderungen der (neoliberalen) wirtschaftlichen und politischen Globalisierung und deren Tendenz zu einer (kulturellen) Vereinheitlichung sowie der zunehmenden Begegnungen und Konflikte der Kulturen. Primär wird die Notwendigkeit des kulturellen Austausches betont, was im Blick auf die Philosophie u. a. mit der Grundannahme der Kontextualität und Kulturabhängigkeit jeden Denkens und jeder Philosophie begründet wird, was nicht universelle Elemente in ihnen ausschließt (weshalb manche interkulturellen Philosophen nach „transkulturellen Überlappungen“ suchen). Deswegen ist keine bestimmte Form philosophischer Annahmen oder Vorgehensweisen zu privilegieren. Wie der Wortbestandteil „inter“ (zwischen) verdeutlicht, wird ein Gespräch zwischen verschiedenen Kulturen bzw. philosophischen Positionen angestrebt. Zentrale Anliegen sind dabei eine Überwindung des Eurozentrismus (wie er sich z. B. ganz deutlich in Kants oder Hegels Einschätzung nichteuropäischer Philosophien zeigt), eine Korrektur der postmodernen Fragmentation der Vernunft, eine Überwindung des kulturellen Relativismus (weil dieser auf einem isolationistischen Kulturverständnis basiert), eine Förderung des Dialogs zwischen philosophischen Kulturen, eine Förderung der Entwicklung kontextueller Philosophien usw.
Zwei in den Zielerwartungen unterschiedliche konzeptionelle Ansätze lassen sich unterscheiden:
Kulturübergreifende philosophische Erkenntnisse
Ram Adhar Mall beispielsweise charakterisiert den interkulturellen Ansatz wie folgt: Es würden überkommene „monokulturell zentrierte“, eurozentrisch einseitige „Bilder“ überwunden, auch bezüglich der Philosophiegeschichtsschreibung; an deren Stelle träte eine Vielfalt philosophischer Kulturen, die (potentiell) je eigene Lösungsansätze für bestimmte Fragestellungen anbieten; diese seien prinzipiell gleichberechtigt; kulturelle Pluralität sei so verstanden (ggf.) eine Konfliktanzeige; es werde jedenfalls kein bestimmtes Begriffssystem privilegiert; es gehe nicht um Einheitlichkeit, wohl aber um eine in „vielen Namen“ erfasste Einheit, zu welcher die vielen Philosophien Wege weisen; es werde begriffliche Konkordanz angezielt und die Allgegenwart einer philosophia perennis in vielen Rassen, Kulturen und Sprachen „hörbar gemacht“. Damit sei Interkulturelle Philosophie eine notwendige Bedingung für die Möglichkeit einer komparativen Philosophie, die mehr sein kann als „ein bloßes Nebeneinander“. Mit ähnlichen Erwartungen formuliert Gregor Paul seinen programmatischen Ansatz.
Betonung der Kulturabhängigkeit von Philosophie und Denken
Einen solchen Einheitsbezug gibt es bei Raúl Fornet-Betancourt und Raimon Panikkar nicht. Fornet-Betancourt versteht seinen Ansatz interkultureller Philosophie in bewusster Absetzung von einer komparativen Philosophie, die immer Philosophien zum Thema habe, wogegen er solche Vergleiche überwinden will und mit dem Ziel arbeitet, „Philosophie im Sinne eines ständig offenen Prozesses zu realisieren, in dem die philosophischen Erfahrungen der gesamten Menschheit immer wieder zusammenkommen und lernen, miteinander zu leben.“ Insofern geht es ihm um die kritische Öffnung und Relativierung der eigenen Tradition und Kultur durch Kennenlernen der Andersheit und genauere Selbsterkenntnis. Voraussetzungen eines interkulturellen Dialogs seien ein Bewusstsein von der kulturellen Bedingtheit jedes Sprechens. Universalität müsse im Sinne von Sartre so verstanden werden, dass diese erst durch eine Dialektik von Subjektivitäten konfiguriert werde. Universelles sei daher per se singularisiert, man könne sich also nicht „in der Universalität einrichten“. Umgekehrt sei Singuläres insofern universell, als Subjektivität permanent besteht in einer offenen Bewegung der Konstitution und Totalisierung von Sinn in den Kulturen und im Gesamtprozess der Geschichte der Menschheit. Anthropologisch invariant sei nur dies, dass jeder Mensch Quelle von Exteriorität und Unbestimmtheit ist und sich in seiner „subjektiven Reflexion“ um die eigene nicht-entfremdete Freiheit sorgt. Diese schließe die Pflicht zur rationalen Begründung der Existenz ein, insbesondere der Denk- und Handlungsweisen vor sich selbst und anderen.

### Methoden
Einer der bekanntesten Vertreter „interkultureller Philosophie“ ist der Kulturphilosoph Franz Martin Wimmer. Dieser beschreibt seine Motivation dahingehend, dass zu jeder Sachfrage möglichst viele Traditionen einzubeziehen seien; Wimmer spricht von Polylog (gr. poly = viel, gr. logos = u. a. Rede, Denken).

### Geschichtsphilosophische Grundlagen
Hegels Geschichtsphilosophie ging von einem durch die absolute Vernunft vermittelten notwendigen Fortschritt im Bewusstsein der Freiheit als Weltgeschichte aus. Diese Annahme wird von Franz Martin Wimmer und Ram Adhar Mall geteilt, aber so verstanden, dass die Denkgeschichte „transkulturelle Überlappungen“ in dem Sinne aufweise, dass „gut begründete Thesen in mehr als nur einer kulturellen Tradition entwickelt worden sind.“ Raúl Fornet-Betancourt nimmt einen solchen Einheitsbezug oder ein solches konkordantes Einheitsziel nicht an.

### Praktisch-philosophische Voraussetzungen
Die praktisch-philosophischen Grundlagen interkultureller Philosophie sind von dem Versuch geprägt, andere Kulturen und Philosophien vorurteilsfrei als prinzipiell gleichrangig und tolerant zu behandeln. Letzteres betont z. B. Hamid Reza Yousefi. In seinem Werk Interkulturalität und Geschichte bezeichnet Yousefi die Interkulturalität als der Name einer „Theorie und Praxis, die sich mit dem historischen und gegenwärtigen Verhältnis aller Kulturen und der Menschen als ihrer Träger auf der Grundlage ihrer völligen Gleichwertigkeit beschäftigt. Sie ist eine wissenschaftliche Disziplin, sofern sie diese Theorie und Praxis methodisch untersucht.“ In diesem Sinne unterscheidet er zwischen einer historischen, einer systematischen und einer vergleichenden Interkulturalität. Auf dieses Vorverständnis gründet Yousefi seine Sicht der Interkulturellen Philosophie. Er versteht diese als Name einer erkenntnistheoretischen Denkform, welche seiner Ansicht nach, alle Formen des Denkens, Redens und Handelns in Theorie und Praxis der Geschichte und Gegenwart umfasst.
Einige Ansätze interkultureller Philosophie nehmen Bezug auf Diskussionen zum Differenzbegriff, wie sie bei Theodor W. Adorno, Emmanuel Levinas, Gilles Deleuze und anderen zu finden sind.